# Peter Bayerer

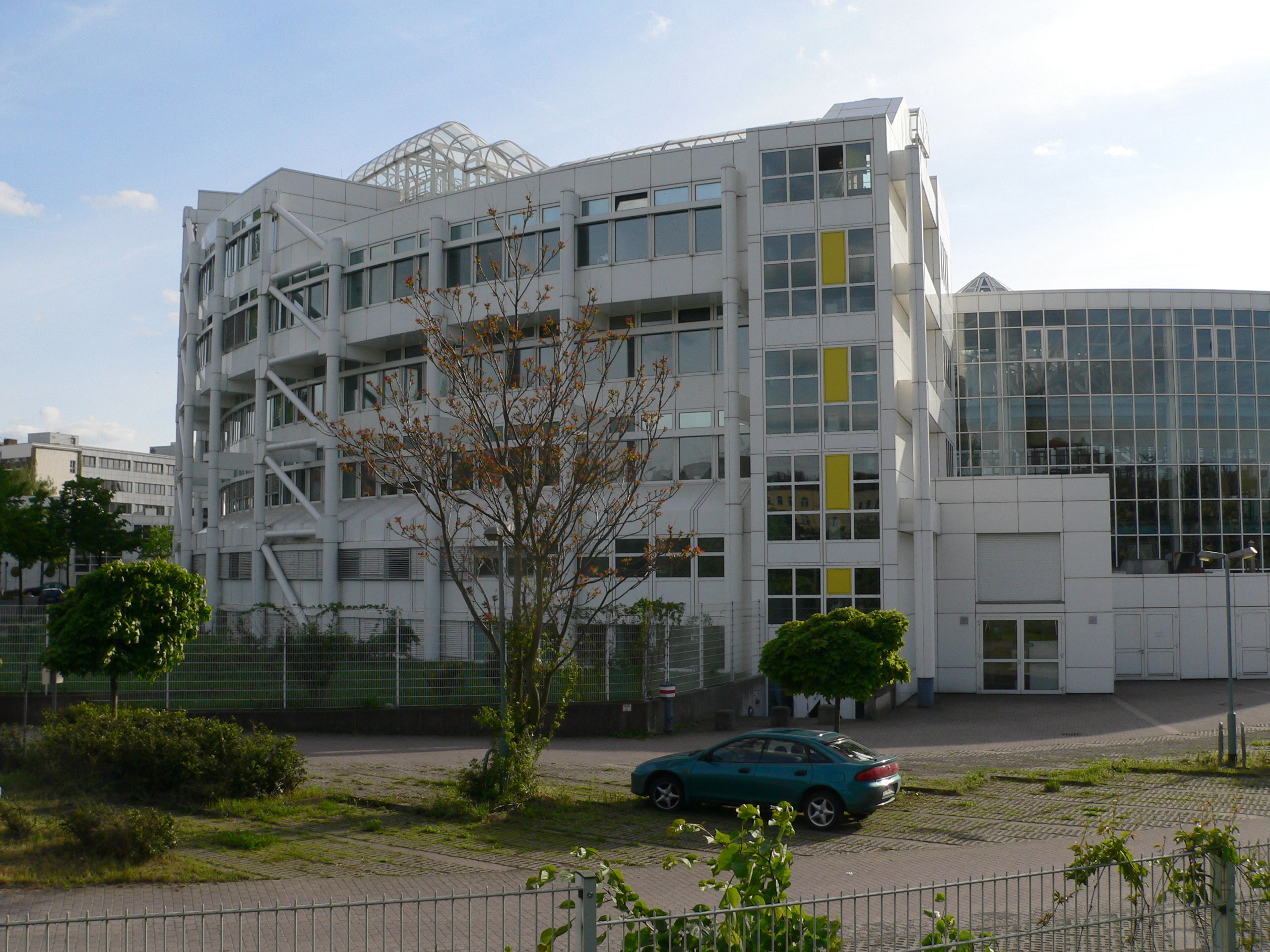
Produktionstechnisches Zentrum PTZ, Berlin-Charlottenburg, 1982–1986, Peter Bayerer, Gerd Fesel, Hans-Dieter Hecker, Roland Ostertag

Peter Bayerer (* 1940) ist ein deutscher Architekt und ehemaliger Hochschulprofessor, der in Berlin lebt.

## Leben
An der Technischen Hochschule Darmstadt erwarb Peter Bayerer 1969 ein Diplom im Fach Architektur. Nach dem Studium war Bayerer zunächst angestellt bei Gerd Fesel; danach gründeten Bayerer und Fesel eine gemeinsame Büropartnerschaft, die bis zum Tod Fesels 1984 Bestand hatte. 1985 gründete Bayerer gemeinsam mit Göran Hanson, Rainer Heidenreich und Wolfgang Schuster das Architekturbüro BHHS (Bayerer-Hanson-Heidenreich-Schuster). Von 1988 bis 2006 war Peter Bayerer Professor für Entwerfen und Baukonstruktion an der Berliner Universität der Künste (bis 2001 Hochschule der Künste HdK). Von 1991 bis 1996 war er der Dekan des dortigen Fachbereichs Architektur, von 1996 bis 2004 Vizepräsident der Hochschule. In den Jahren seit seiner Zeit als Professor ist Peter Bayerer vor allem als virtuoser Banjo-Spieler in Erscheinung getreten.

## Werk
Peter Bayerer ist vor allem bekannt für die Entwürfe großer produktionstechnischer und gewerblicher Bauten. Präsent im Berliner Stadtbild ist das Produktionstechnische Zentrum, in der Pascalstraße in Charlottenburg, eine gemeinsame Forschungseinrichtung der Technischen Universität (Institut für Werkzeugmaschinen und Fertigungstechnik) und dem Fraunhofer-Institut für Produktionsanlagen- und Konstruktionstechnik. Neben Fesel und Bayerer waren auch die Architekten Hans-Dieter Hecker und Roland Ostertag an diesem Projekt beteiligt. 1987 wurden Fesel (posthum) und Bayerer für diesen Bau mit dem Deutschen Architekturpreis ausgezeichnet. 
Die Architektur von Bayerer gehört in den Bereich des sogenannten High-Tech-Stils. Ein herausragendes Beispiel hierfür ist der Neubau der Wertdruck-, Labor- und Produktionsgebäude der Bundesdruckerei in Berlin-Kreuzberg von 1997. Dessen Gestaltung zeichnet sich durch typische High-Tech-Stilmerkmale aus – große Glasflächen, teilweise außenliegendes Tragwerk sowie sichtbare Konstruktionselemente aus Beton und Metall.